# Unión Navarra
Unión Navarra fue un partido político de Navarra (España) de ideología derechista.
Fue fundado en 1933 por Rafael Aizpún. Su creación significó la recuperación política de la derecha en la Ribera de Navarra que estaba dominada por los republicanos de izquierda y socialistas. 
Poco antes de las elecciones de febrero de 1936 se integró en la Confederación Española de Derechas Autónomas (CEDA), que a su vez formaban parte en Navarra del Bloque de Derechas, que tuvo éxito en Navarra pero, en cambio, en España supuso su derrota, por la victoria del Frente Popular. 
Posteriormente, iniciada la Guerra Civil y la derrota del sistema democrático con la desaparición de los partidos políticos e implantación de una dictadura franquista, el partido desapareció.